# سوزان جونسون (مؤلفة أسترالية)
سوزان جونسون (بالإنجليزية: Susan Johnson)‏ (30 ديسمبر 1956، بريزبان في أستراليا)؛ روائية أسترالية.